# Meister der Jannecke Bollengier
Meister der Jannecke Bollengier ist ein Notname für einen flämischen Buchmaler aus Gent oder Brügge, der um 1500 tätig war.
Der Name resultiert aus dem Besitzeintrag der Jannecke Bollengier in einem von dem Künstler illustrierten Stundenbuch, das sich heute im Schatz des Kanonissenstiftes Sainte-Waudru in Mons befindet. Es existieren nahe vergleichbare Stundenbücher in Museums- und Bibliothekssammlungen, deren kunsthistorische und sprachwissenschaftliche Bearbeitung allerdings noch nicht abgeschlossen ist.
Es gibt einen nicht näher bestimmten Bezug zum Meister des Dresdener Gebetbuches.